# Дифирамб
Дифира́мб (греч. διθύραμβος, лат. dithyrambus; этимология неясна) — жанр древнегреческой хоровой лирики, дионисийский гимн; в общелексическом значении — экстатическая песня (поэзия, музыка) в возвышенном стиле. Помимо хора в античной реализации дифирамба участвовали профессиональные музыкальные инструменты — кифара и авлос.

## Исторический очерк
Древнейшие свидетельства о дифирамбе принадлежат Архилоху (VII в. до н. э.). Классический дифирамб пишется строфическими триадами (строфа-антистрофа-эпод), а его общая структура соответствует типовой структуре трагедии: парод (вход хора на сцену) — стасим — эксод (др.-греч. ἔξοδος, уход со сцены). Введение 3-частной формы греческая литература приписывала Ариону Метимнейскому, которую тот разработал в начале VI в. в Коринфе, при дворе тирана Периандра.
Основателем дифирамбических состязаний считается поэт и музыкант VI века Лас Гермионский. Неоднократным победителем в дифирамбических конкурсах был Симонид (до наших дней его дифирамбы не сохранились). Знаменитые дифирамбисты V века — Вакхилид и Пиндар. Меланиппид существенно модифицировал структуру дифирамба, заменив строфическую форму сквозной, с непостоянной метрикой; он также ввёл в дифирамб инструментальное вступление — анаболу. К числу знаменитых античных дифирамбистов также относятся поэты-новаторы следующих поколений — Тимофей Милетский (автор скандально известного дифирамба «Роды Семелы») и Филоксен («Киклоп», написан ок. 388 г. до н. э.), у которых дифирамб утрачивает строгую трёхчастную форму, становясь литературно-музыкальной композицией произвольного типа.

## Рецепция
Поэты Нового времени не столько пытались воссоздать подлинную (античную) форму дифирамба, сколько имитировали его приподнятый «экстатический тон». По этой причине поэтические сочинения с (под)заголовками «дифирамб» надо понимать не в узко специальном значении слова, а в его общелексическом значении. Среди итальянских авторов таких дифирамбов — Ф. Реди («Бахус в Тоскане») и Дж. Баруффальди («Триумф Бахуса»), среди немецких — Ф. Г. Клопшток, И. В. Гёте (например, «Wandrers Sturmlied»), Ф. Гёльдерлин, Ф. Шиллер, так называемая «дифирамбическая проза» И. Г. Гердера и Ф. Ницше (цикл «Дионисийские дифирамбы»).
В таком же переносном смысле следует понимать музыкальные сочинения Нового времени — «Дифирамб» Ф. Шуберта на одноимённый текст Ф. Шиллера (D 801; 1826); «Три дифирамба» Н. К. Метнера для фортепиано (1906), финальный «Дифирамб» из Концертной сюиты для скрипки и фортепиано И. Ф. Стравинского (1932), часть «Дифирамб» из оркестровой сюиты «Звенья» Н. Я. Мясковского, II часть 8-й симфонии К. А. Хартмана (1962), триптих «Прелюдия, дифирамб и постлюдия» для органа Ю. М. Буцко (1968) и др.